# VIII обикновено народно събрание
Осмото обикновено народно събрание (VIII ОНС) е народно събрание на Княжество България, заседавало от 15 октомври 1894 до 4 февруари 1896, брой народни представители – 149. Народното събрание е разпуснато на 10 октомври 1896, след като управляващата Народна партия изпада в криза.

## Избори
Изборите за VIII ОНС са насрочени с указ на княз Фердинанд I № 637 от 1 август 1894 г. Провеждат са на 10 септември същата година и са спечелени от Народната партия.
Именно за тези избори Алеко Константинов пише сатиричното си есе По „изборите“ в Свищов. 

## Място
Заседанието се провежда в сградата на Народното събрание.

## Сесии
- I редовна (15 октомври – 20 декември 1894)
- II редовна (19 октомври 1895 – 4 февруари 1896)

## Председатели
- Теодор Теодоров

### Подпредседатели
- Георги Янкулов
- Стоян Данев